# 覚如 (真言律宗)
覚如（かくにょ、生年不詳 - 嘉元元年（1303年）頃）は、鎌倉時代後期の真言律宗の僧侶。字は成願。初名は春誉。

## 略歴
叡尊の『金剛仏子叡尊感身学正記』によれば、吉野山執行を務める高僧であったと記している。また、『沙石集』には吉野山の執行が執行の地位を巡って弟と争うことに嫌気をさして出奔して叡尊の弟子になったとされる「吉野執行遁世事」という説話が載っているが、この執行の名前は記されていないものの、『金剛仏子叡尊感身学正記』の記述との合致からこの執行が覚如であったとみられる。『金剛仏子叡尊感身学正記』の記事から仁治元年（1240年）には叡尊の門人として西大寺に居住していた。
同じ、叡尊の弟子である忍性と親しかったらしく、寛元元年（1243年）に忍性が伊豆山権現に下った際に同行している。同年、忍性は自分の才覚が劣ることに憂慮し、戒律に関する章疏などを南宋から日本へ持ち帰ることで少しでも師の叡尊の役に立ちたいと思い立った。覚如もこれに同調して師の叡尊に申し入れを行うが、師の説得によって忍性は断念した。しかし、覚如はその思いを絶ちがたく、翌寛元2年（1244年）の夏安居の直後に改めて師に渡宋を志願した。その決意を知った叡尊は同じ弟子の定舜とともに渡宋を許した。更に叡尊とともに自誓受戒した同志であった唐招提寺の有盛も同行を申し入れた。かくして、3名は南宋に渡海した。4年後の宝治2年6月22日（1248年7月14日）に覚如らは律三大部（四分律行事鈔・四分律羯磨疏・四分律戒本疏）20具を持って博多に帰還した。帰国後は叡尊が鎌倉滞在中に宿所とした鎌倉の新清凉寺の長老となり、忍性とともに東国への布教活動にあたった。
死去した時期は不明であるが、西大寺の過去帳には嘉元元年（1303年）に没した忍性の2人前に覚如の名前が記されているため、忍性とほぼ同年もしくはその少し前に没したとみられている。